# Sinfonía sevillana
La Sinfonía sevillana es una sinfonía de Joaquín Turina, compuesta del 5 de abril al 3 de julio de 1920. Fue estrenada el 30 de marzo de 1921 en Madrid en el Teatro Real, a cargo de la Orquesta Sinfónica de Madrid dirigida por Fernández Arbós. Es considerada la primera pieza importante de este género producida en España en el siglo XX. Está dedicada a Teresa y a Frank Marshall. Ganó el primer premio del concurso de Composición del Gran Casino de San Sebastián, cuyo jurado estuvo integrado por Tomás Bretón, Ricardo Villa y Jesús Guridi. Existe una versión para piano, reducción hecha por el propio Turina.

## Estructura e instrumentación
1. Panorama
2. Por el río Guadalquivir
3. Fiesta en San Juan de Aznalfarache

Esta obra está orquestada para orquesta sinfónica compuesta de tres flautas (un flautín), dos oboes, un corno inglés, tres clarinetes (uno doblando un clarinete bajo), tres fagotes (con un contrafagot), cuatro trompas, tres trompetas, tres trombones, una tuba, arpa, timbales, caja y cuerdas. Tiene una duración aproximada de veinte minutos.

## Contexto
Escrita en 1920, supera la influencia de la Schola Cantorum de París a través de nacionalismo andalucista idealizado. Los ritmos que se utilizan provienen del folclore. La obra posee una orquestación de gran ligereza. Los títulos de los movimientos son indicativos del fuerte poematismo que caracteriza a la música.